# Glenn Vilppu
Glenn Valentin Vilppu (né le 9 août 1936) est un artiste, dessinateur, peintre et professeur d'art américain. Vilppu est connu pour l'enseignement et la formation des professionnels de l'industrie de l'animation. Il a travaillé comme maquettiste sur de nombreux longs métrages d'animation et émissions de télévision avec Walt Disney Animation Studios,  Marvel Productions et Warner Bros. Animation. Ses livres et vidéos sont utilisés par des universités, des écoles d’art et des étudiants indépendants du monde entier.

## Biographie
Glenn Vilppu est né en 1936 à Hancock, dans le Michigan, mais il a passé son enfance en Finlande, apprenant le finnois comme première langue. Il est d'origine finlandaise.Grâce à sa formation aux beaux-arts et à sa carrière dans l'industrie américaine de l'animation, il a développé une approche constructive de l'art classique tout en employant le mouvement de l'animation. Au cours de cinquante années d’enseignement, il s’est concentré sur l’application logique et pratique du dessin. Glenn cite souvent sa devise pour enseigner la communication visuelle à ses élèves : « Il n'y a pas de règles, juste des outils. »
Il a créé la Vilppu Academy Online Art School en tant que ressource internationale pour les étudiants souhaitant améliorer leurs compétences en dessin à distance. L'approche de Vilppu en matière d'enseignement du dessin est devenue la norme pour les artistes professionnels, utilisée par de nombreux enseignants et appliquée par des dizaines de milliers d'étudiants.
Vilppu a obtenu un BFA et un MFA en beaux-arts à l'Art Center College of Design de Pasadena, où il a été instructeur pendant treize ans. À partir de là, il a créé et dirigé sa propre école pendant cinq ans, enseignant toutes les matières liées à l'art. À l'âge de 40 ans, Vilppu a apporté son approche du dessin et de la composition de personnages traditionnels à l'industrie de l'animation, travaillant pendant plus de vingt ans sur des productions de longs métrages et de télévision pour Disney, Warner Bros. et Marvel Productions. Il a enseigné aux artistes dans ces studios ainsi que dans de nombreux studios de jeux et d'effets spéciaux.
Son savoir-faire en matière de dessin a été utilisé comme référence et comme point d'enseignement par Walt Stanchfield qui donnait des cours et des conférences hebdomadaires au studio Disney. Ces notes sont référencées et publiées dans les livres de Stanchfield : Drawn to Life: 20 Golden Years of Disney Master Classes,.
Il est l'auteur de nombreux livres, dont The Vilppu Drawing Manual . Ses méthodes de dessin sont considérées comme la norme pour les artistes professionnels. Son approche a été appliquée par des milliers d'artistes, d'animateurs et de professionnels de l'art à travers le monde. Vilppu a enseigné des ateliers annuels au Ringling College of Art and Design pendant plus d'une décennie, ainsi que des tournées et des ateliers de dessin en Europe au cours des vingt dernières années. Ses tournées annuelles, séminaires et ateliers s'étendent à travers l'Europe, les Amériques et l'Asie.
Glenn Vilppu est membre fondateur et artiste collaborateur de la New Masters Academy.